# Skuggekammen
Skuggekammen är en bergstopp i Antarktis. Den ligger i Östantarktis. Norge gör anspråk på området. Toppen på Skuggekammen är 1 897 meter över havet, eller 39 meter över den omgivande terrängen. Bredden vid basen är 0,55 km.
Terrängen runt Skuggekammen är varierad. Trakten är obefolkad. Det finns inga samhällen i närheten. 